# Kick
Kick è una piattaforma di streaming in diretta, gestita da Kick Streaming Pty Ltd e supportata dai co-fondatori di Stake.com Bijan Tehrani, Ed Craven e dallo streamer Trainwreckstv. È stata lanciata nel 2022 come concorrente di Twitch di proprietà di Amazon, concentrandosi su una moderazione più flessibile e quote di entrate più elevate per gli streamer. Kick è noto soprattutto per la sua commissione sulle entrate del 5%, nonché per i suoi accordi del 2023 con diversi streamer precedentemente importanti su Twitch, in particolare tra cui il grande maestro di scacchi Hikaru Nakamura, Nickmercs, Adin Ross, Amouranth, Ice Poseidon e xQc.

## Storia
La piattaforma di streaming Kick è nata nel dicembre 2022. Per formalizzare le sue operazioni come società registrata in Australia, nel novembre dello stesso anno è stata fondata Kick Streaming Pty Ltd. L'unico azionista di Kick Streaming è Easygo Entertainment Pty Ltd, società registrata solo pochi mesi prima. 
Easygo Entertainment è parzialmente di proprietà di un'altra entità, Ashwood Holdings Pty Ltd, con una quota di un terzo. In particolare, Ashwood Holdings è sotto la completa proprietà di Ed Craven, co-fondatore di Stake.com. I restanti due terzi di Easygo Entertainment sono di proprietà di Bijan Tehrani, l'altro co-fondatore di Stake.com. Sebbene Kick non sia direttamente affiliato con i cofondatori di Stake, i registri indicano che sono i principali azionisti della società che detiene la proprietà del sito di streaming. Alcune fonti affermano inoltre che lo streamer americano Trainwreckstv potrebbe essere tra i proprietari della piattaforma o ricoprire un ruolo di leadership al suo interno. 

## Ripartizione dei ricavi e retribuzione
La ripartizione delle entrate di Kick è del 95% per lo streamer e del 5% per la piattaforma. La popolarità di Kick nella sua ripartizione delle entrate è stata accreditata da Forbes per aver spinto Twitch a introdurre un modello di ripartizione delle entrate 70:30 per alcuni creatori.
Kick ha proposto di pagare tutti i suoi streamer su base oraria se soddisfano determinate condizioni. Le condizioni includono che lo streamer sia attivo per almeno quattro ore al giorno per trenta giorni in un mese, che lo streamer sia sveglio e interagisca con la chat, che lo streamer abbia una webcam sul viso e che sia un adulto legale. Secondo la proposta, i creatori di contenuti che soddisfano tutte e quattro le condizioni verrebbero pagati per ogni ora di streaming.

## Offerte di streaming
Trainwreckstv è stata tra le prime grandi personalità dello streaming ad attirare l'attenzione per unirsi alla piattaforma. Lo streamer americano, che in precedenza era stato bandito da Twitch per aver giocato d'azzardo durante i suoi streaming, ha rivelato al suo pubblico nel marzo 2023 di aver guadagnato $16.000 con 3.500 abbonati dal sito nei suoi primi dieci giorni di streaming sulla piattaforma. A Trainwreck si è unito anche Adin Ross, che ha rivelato il 1 marzo 2023 di aver firmato un contratto di streaming con Kick per un importo non divulgato. Ross affermò che il suo accordo all'epoca era il più grande nella storia dello streaming, anche se negò che superasse i 150 milioni di dollari. 
Il 29 marzo 2023, Kick ha firmato un accordo non esclusivo con il grande maestro di scacchi Hikaru Nakamura. 
Nel maggio 2023, BruceDropEmOff ha annunciato di aver collaborato con Kick, sebbene la somma dell'accordo non fosse stata rivelata. 
Il 16 giugno 2023, è stato annunciato che xQc ha firmato un accordo non esclusivo biennale da 70 milioni di dollari per la piattaforma, con incentivi che potrebbero aumentare il valore dell'accordo a 100 milioni di dollari. Ciò ha reso la firma di xQc con Kick il più grande accordo di streaming, superando l'accordo di esclusiva da 50 milioni di dollari di Ninja con il defunto Mixer di proprietà di Microsoft e superando ulteriormente l'accordo biennale di LeBron James con i Los Angeles Lakers. Due giorni dopo, il 19 giugno, Kick firmò un altro contratto con Amouranth, anche se i dettagli del suo accordo non furono rivelati. 
Il 27 giugno 2023, lo streamer e commentatore politico Destiny ha annunciato una partnership non esclusiva di 12 mesi con Kick per un importo a 7 cifre non divulgato. 
Il 14 agosto 2023, YourRage ha annunciato di aver firmato un accordo esclusivo di 2 anni con Kick per un importo non divulgato e che si sarebbe unito all'organizzazione FaZe Clan. 
Il 22 agosto 2023, Kick ha annunciato la firma del giornalista calcistico italiano Fabrizio Romano. Ha trasmesso in streaming esclusivamente la copertura della finestra di mercato estiva sulla piattaforma, incluso il suo spettacolo il giorno della scadenza il 1 settembre. 

## Sponsorizzazioni
Nel gennaio 2023, l'Alfa Romeo F1 Team ha stipulato un accordo di sponsorizzazione pluriennale con Kick. Nei paesi in cui la pubblicità di giochi d'azzardo e scommesse sportive è vietata, il nome e il logo di Kick sostituiranno quelli di Stake, il precedente sponsor principale, creando così l'"Alfa Romeo F1 Team Kick". Nel mese di giugno, Sauber eSports ha annunciato una collaborazione con Kick per costituire l' "Alfa Romeo F1 Team Kick eSports" per competere in F1 eSports. La vettura dell'Alfa Romeo ha gareggiato con una nuova livrea Kick, denominata "livrea dirompente", durante il Gran Premio del Belgio del 2023. A dicembre, Kick ha esteso la sua partnership con Sauber Motorsport, rinominando la squadra "Stake F1 Team Kick Sauber" a seguito dell'uscita di Alfa Romeo dal mondo del motorsport. Kick ha acquisito anche i diritti sui nomi dei telai per il 2024 e il 2025, con la vettura del 2024 designata come Kick Sauber C44. 
Nell'agosto 2023, Kick ha firmato un contratto di sponsorizzazione pluriennale con l'Everton, club di Premier League, come sponsor ufficiale delle maniche del club.